# Mauchenheim (Adelsgeschlecht)

Stammwappen derer von Mauchenheim genannt Bechtolsheim

Die Familie Mauchenheim genannt Bechtolsheim ist ein deutsches Adelsgeschlecht.

## Herkunft der Familie
„Die Familie von Mauchenheim genannt Bechtolsheim gehört dem Deutschen Uradel an. Sie entstammt dem rheinischen Franken (Wormsgau) und ist ein stiftsfähiges, ritterbürtiges Geschlecht, das den reichsunmittelbaren Ritterkantonen von Mittelrhein, Rhön-Werra, Steigerwald und der Wetterau zugehörte“, so leitet Hermann Freiherr von Mauchenheim gen. Bechtolsheim seine 1975 erschienene Zusammenstellung der über seine Familie bekannten Nachrichten ein.
Ihren ersten Nachweis findet die Familie mit einem im Jahr 1200 als Urkundenzeugen auftretenden Mainhardus de Mauchenheim. Der namengebende Sitz lag in Mauchenheim, rund sechs Kilometer südwestlich von Alzey im heutigen Rheinland-Pfalz gelegen. Das Dorf Mauchenheim war in eine nördliche pfalzgräfliche und eine südliche bolanden'sche Hälfte geteilt. Als der Anteil der Herren von Bolanden infolge einer Fehde an die Grafen von Sponheim fiel, verließen die Mauchenheimer ihren Stammsitz und ließen sich in Saulheim, Bechtolsheim und Bennhausen nieder. 1407 erscheint erstmals ein Familienmitglied als Wilhelmum de Mauchenheim d[ictum] Bechtolsheim, also als Wilhelm von Mauchenheim genannt Bechtolsheim. Bechtolsheim liegt etwa zehn Kilometer nordöstlich von Alzey in Rheinhessen, am selben Nebenfluss des Rheins wie Mauchenheim, an der Selz. Die dortige Burg war Sitz einer Ganerbschaft, zu der neben den Mauchenheim noch sieben weitere Ritterfamilien gehörten. Der Genanntname entwickelte sich bei der Familie allmählich zum Hauptnamenteil, sodass heute die Anrede Baron(in) oder Herr/Frau von Bechtolsheim üblich ist.

## Geschichte
Wilhelm von Mauchenheim genannt von Bechtolsheim (ca. 1436–1501) ist der Stammvater der beiden bis heute blühenden Familienzweige. Seine Söhne Heinrich (ca. 1475–1537) und Matthias (ca. 1501–1547) traten das väterliche Erbe an, doch erst 1540 kam es zur Erbauseinandersetzung zwischen Matthias und Heinrichs Sohn Johann Heinrich.

### Ältere Linie

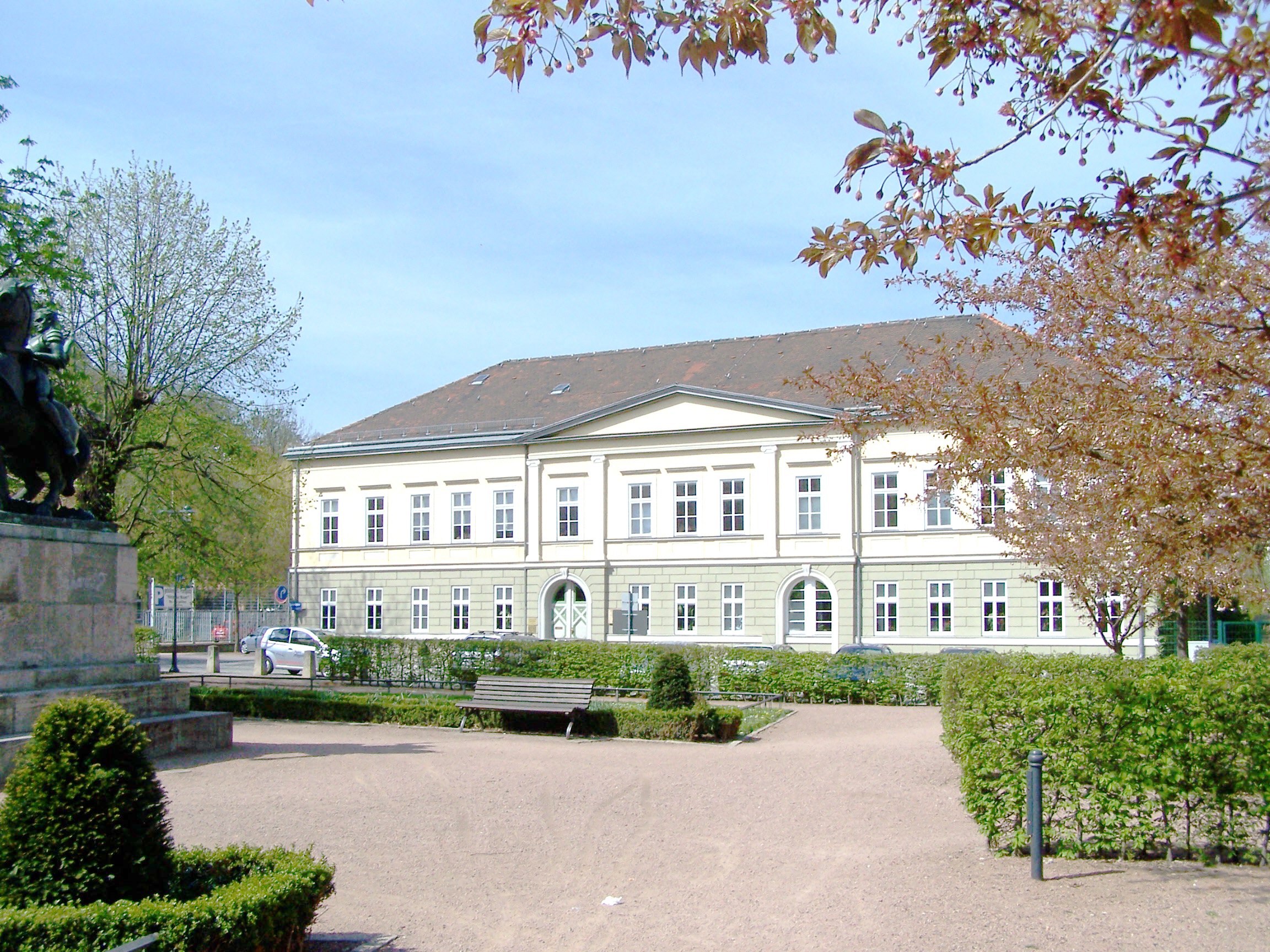
Palais Bechtolsheim in Eisenach

Heinrich (ca. 1475–1537) begründete die Ältere Linie der Familie, die ihren Besitzschwerpunkt zunächst nach Dexheim und Sörgenloch sowie Heldenbergen verlagerte. Auch erscheint die Familie weiterhin als Mitglied der Ganerbschaften Bechtolsheim, Mommenheim und Schornsheim. Während Philipp Ludwig Wilhelm (1666–1739) als Oberjägermeister noch in gräflich hanauischen Diensten stand, trat dessen Sohn Friedrich Ludwig (1699–1744) in herzoglich sachsen-gothaische Dienste; er starb in Gotha als Hochfürstlich Sachsen-Gothaischer Oberschenk. Johann Ludwig (1739–1806), einer der Söhne Friedrich Ludwigs, brachte es zum herzoglich sachsen-weimarischen Geheimrat, Kanzler der Landesregierung in Eisenach und Konsistorial-Präsident. Dessen Sohn Carl Emil, 1775 in Georgenthal geboren, kämpfte im Preußischen Heer gegen Napoleon und vermählte sich 1807 mit Cathérine Hélène Alexandrine von Mauchenheim gen. Bechtolsheim, geborene Gräfin du Roux de Bueil. Er starb 1810 auf seinem Landgut Varennes in Frankreich an Fleckfieber. Seine Witwe zog schließlich nach Deutschland und erwarb 1827 das Schloss Bodenstein bei Nittenau in der Oberpfalz, das bis 1854 Familiensitz blieb.

### Jüngere Linie
Während sich die Ältere Linie – wie ein Blick auf den Stammbaum zeigt – in mehrere, bald wieder ausgestorbene Nebenlinien verästelte, setzte sich die Jüngere Linie über dreihundert Jahre von einer Generation zur nächsten fort, ohne dass zwei männliche Sprossen derselben Generation eine Ehe eingegangen sind. Dieser Umstand findet seine Erklärung in der Gepflogenheit vieler katholisch-reichsritterschaftlicher Adelsfamilien ohne großen Eigenbesitz, die Söhne von Kindheit an für den Eintritt in ein geistliches Stift oder Domkapitel vorzumerken.
Hermann (1529–1593), der ältere Sohn von Matthias von Mauchenheim genannt von Bechtolsheim, dem Stifter der Jüngeren Linie, erscheint 1574 als kurmainzischer „Walpode“. Dessen jüngerer Sohn Johann Georg I. (1567–1624) führte die Linie fort und findet sich zunächst noch in kurmainzischen Diensten, später aber als nassauischer Amtmann in Cleeberg, südlich von Wetzlar. Von seinen Söhnen forderte der Dreißigjährige Krieg schrecklichen Blutzoll; allein der jüngste Johann Georg II. (1610–1675) überlebte die Schrecken des Krieges. Nachdem die Schweden 1632 das Stift Fulda dem Landgrafen Wilhelm V. von Hessen übergeben hatten, findet sich Johann Georg II. als hessischer Verwaltungsbeamter in Fulda, blieb nach der Rückkehr der Fürstäbte 1640 im Land und erscheint 1642 als Oberschultheiß in Fulda. Bald darauf wechselte er aber in würzburgische Dienste und wirkte ab 1649 als Oberamtmann in Homburg an der Wern.
So hatte die Familie Einzug in Franken gehalten. Der Enkel von Johann Georg II., Reichard Philipp Anton (1683–1735), wurde von seinem Taufpaten und nahen Verwandten, dem Würzburger Dompropst Johann Philipp Fuchs von Dornheim zum Erben eingesetzt und brachte so, neben einem Palais in Würzburg und Besitzungen in Albertshofen und Mainstockheim, das  Schloss Mainsondheim bei Dettelbach in seinen Besitz, das bis heute von seinen Nachkommen bewohnt wird.

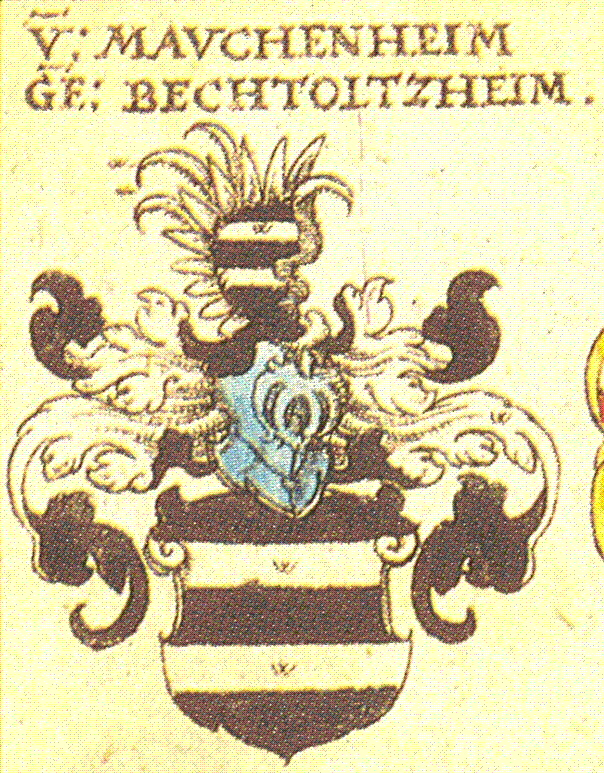
Wappen nach Johann Siebmacher s Wappenbuch von 1605 (spiegelverkehrt)

## Wappen
Das Stammwappen zeigt in Schwarz zwei silberne Balken. Auf dem Helm mit schwarz-silbernen Decken ein geschlossener, zwischen den Schwingen mit drei, an den Sachsen mit einer silbernen Straußenfeder besteckter, wie der Schild bezeichneter Flug.

## Bekannte Mitglieder
- Andreas von Bechtolsheim (* 1955), deutscher Informatiker und Unternehmer
- Anton von Bechtolsheim (1834–1904), österreichischer General der Kavallerie
- Anton Reichard von Mauchenheim genannt Bechtolsheim (1896–1961), deutscher General der Artillerie im Zweiten Weltkrieg
- Cathérine Hélène Alexandrine von Mauchenheim gen. Bechtolsheim (1787–1872), Tochter eines französischen Grafen und Hofdame am Hofe von Mecklenburg-Schwerin
- Christian Freiherr von Mauchenheim genannt Bechtolsheim (* 1960), deutscher Unternehmer, Botschafter des Souveränen Malteserordens in Litauen
- Clemens von Mauchenheim gen. Bechtolsheim (1852–1930), deutscher Ingenieur und Erfinder
- Egon von Mauchenheim (1912–1984), Unternehmensberater
- Egon Ernst Freiherr von Mauchenheim genannt Bechtolsheim (1918–1984), Generalsekretär des deutschen Presserates, Mitinhaber des Handel + Verkehr Bankhaus Altena/Dortmund/Hagen
- Gustav Freiherr von Mauchenheim genannt Bechtolsheim (1889–1969), deutscher Generalmajor der Wehrmacht
- Gustav von Bechtolsheim (Maler) (1842–1924), deutscher Maler
- Hermann von Mauchenheim genannt Bechtolsheim (1836–1910), bayerischer Badkommissär
- Hubert Freiherr von Mauchenheim (1887–1967), deutscher Schauspieler, Künstlername Walter Bechmann
- Johann Ludwig von Bechtolsheim (1739–1806), ernestinischer Staatsbeamter
- Johann Reichard von Mauchenheim gen. Bechtolsheim (1643–1691) war [Rektor] der Universität Würzburg
- Julie von Bechtolsheim geb. Gräfin von Keller (1751–1847), deutsche Dichterin
- Ludwig Friedrich von Mauchenheim gen. Bechtolsheim (1736–1813), dänisch-deutscher General und Gouverneur
- Maximilian von Mauchenheim genannt Bechtolsheim (1848–1930), bayerischer Generalmajor
- Otto Hermann Friedrich Helmut Freiherr von Mauchenheim genannt Bechtolsheim (1910–1999), deutscher Ministerialbeamter
- Theodor Freiherr von Mauchenheim (1902–1973), deutscher Marineoffizier, zuletzt Kapitän zur See der Kriegsmarine